# Oblast Terek
De oblast Terek (Russisch: Терская область; Terskaja oblast) was een oblast van het keizerrijk Rusland. Het bestond van 1860 tot 1920. De oblast ontstond uit de gebied van de Terek-Kozakken en ging op in de Bergrepubliek van de Noordelijke Kaukasus. Het gouvernement grensde aan de oblast Koeban, de okroeg Soechoemi, het gouvernement Koetaisi, het gouvernement Tiflis en de oblast Dagestan. De hoofdstad was Vladikavkaz.

## Geschiedenis
Het gebied ontstond na een oekaze van tsaar Alexander II van Rusland. In 1918 werd het gebied onderdeel van de Sovjetrepubliek Terek, 1919 de Sovjetrepubliek Noord-Kaukasus, en in 1920 de Bergrepubliek van de Noordelijke Kaukasus. Na 1920 werd het gebied opgedeeld in Kabardië-Balkarië en Noord-Ossetië.